# 蔣紱
蔣紱（1423年—？），字洪章，直隸蘇州府常熟縣人，軍籍，明朝政治人物。進士出身。

## 生平
景泰元年（1450年）庚午科應天鄉試第十一名舉人。景泰五年（1454年）甲戌科會試第四十七名，殿試登進士第二甲第四十三名。歷河南光山縣知縣。成化三年（1467年）任吉水縣知縣。

## 家族
曾祖父蔣道華。祖父蔣安。父亲蔣瑛。